# メガピラニア
メガピラニア・パラネンシス（学名: Megapiranha paranensis）は、ピラニアの祖先種である巨大雑食魚。1000万年 - 800万年前（中新世）の南アメリカに生息していたといわれている。

## 化石の発見
アルゼンチン北東部（エントレ・リオス州のパラナ近郊）にあるパラナ川沿いの崖の地層から、上顎部分の化石が20世紀前半に発見されていた。
これを元に古生物学者のアルベルト・シオーネらは2009年、メガピラニアはパクー（草食魚）からピラニア（肉食魚）への進化過程の魚だったのではないかという研究結果を発表した。なお、歯の構造はピラニアとは異なっている。

## 強い咬合力
前述の化石の個体の場合、体長70cm・体重10kg程度だったと推定され、咬合力は1240-4749N（体重400kg超のホホジロザメにも匹敵する咬合力）と推算されている。食行動については不明だが、カメ、厚い鱗を持つヨロイナマズ、さらに大きな陸生動物をも砕いて食べることが可能だったと推測されている。